# Atari POKEY

Pinagem do Atari POKEY (C012294).

O Atari POKEY é um chip digital de E/S encontrado na família Atari de computadores domésticos e em muitos vídeo-games da década de 1980. Seu nome provém das iniciais em inglês para POtenciômetro e KEY"board" (ou teclado), já que era utilizado para "samplear" potenciômetros  ADC (tais como o de paddles) e varrer matrizes de chaves de teclado de computador. O POKEY tornou-se conhecido também por sua capacidade de gerar música e efeitos sonoros, produzindo uma onda quadrada popular entre os fãs de música sintetizada. O circuito integrado possui 40 pinos e é identificado como C012294.
O Escritório de Patentes norte-americano conferiu à Atari a patente 4.314.236 em 2 de fevereiro de 1982 por um "Apparatus for producing a plurality of audio sound effects" ("Dispositivo para produzir uma pluralidade de efeitos sonoros"), o que era uma referência à capacidade de geração de som do POKEY. Os inventores citados na patente foram Steven T. Mayer e Ronald E. Milner.
Embora não seja mais produzido, o POKEY é emulado por software em emuladores de "arcades" clássicos, como o MAME, e emuladores de Ataris de 8 bits.